# アイスマン (マーベル・コミック)
アイスマン（英: Iceman）はマーベル・コミックのスーパーヒーローであり、X-メンの一員である。本名はロバート・“ボビー”・ドレイク（Robert "Bobby" Drake）。ミュータントであるアイスマンは、周囲の空気中の水分を凍らせて、自分の身体を硬い氷に変えることができる。
スタン・リーとジャック・カービーによって創られ、『アンキャニィX-MEN』第1号（1963年9月）に初登場した。X-メン関連のコミックス、ビデオゲーム、アニメーション、映画に頻繁に登場している。映画『X-メン』シリーズでは俳優ショーン・アシュモアが演じている。

## 出版物
アイスマンは自身の名前をタイトルにした2つのミニシリーズがあり、1980年代と2000年代にそれぞれ刊行された。
ほとんどの「X」タイトルに登場し、『アンキャニィX-MEN』誌と『X-メン』誌の両方で主要キャラクターである。また、ヒーローチーム、チャンピオンズとディフェンダーのメンバーとなったこともある。さらに『Xファクター』第1号のメインキャラクターでもあった。

## 経歴

### 初期
ボビー・ドレイクはアメリカ合衆国ニューヨークのフローラルパークで、ウィリアム・ロバート・ドレイクとマデリーン・ベアトリス・バス・ドレイクの間に生まれた。彼は母方はユダヤ人であり、父方はアイリッシュ・カトリックである。
彼の能力が初めて明らかになったのは、ボビーがジュディ・ハーマンとデートしていた時であった。ロッキー・ビースリーという名の地元のガキ大将がジュディを連れて行こうとした際、ボビーはビースリーへ手をかざし、彼を氷の箱に閉じ込めてしまった。その後、ボビーがしでかしたことを聞きつけた地元の住民達が暴徒と化して彼を捜し回ったため、地元の郡保安官は彼を保護するために拘置所に入れるしかなかった。ボビーが保安官事務所の独房で座っていると、外壁が吹き飛びスコット・サマーズという名の男（サイクロップス）が入ってきた。自分と一緒に来ないかと申し出るスコットに対し、ボビーはその急な申し出をはねつけ、二人は戦うが、エグゼビア教授がすぐに仲裁した。
エグゼビア教授はボビーとその両親と話し合い、ボビーの両親は彼にエグゼビア教授にと共に「恵まれし子らの学園」への入学を勧めた。ボビーはエグゼビア教授、サイクロップスと共に旅発ち、X-メンチームの二人目のメンバーとなった。
チームにはすぐ、ハンク・マッコイ（＝ビースト）、ジーン・グレイ、ウォーレン・ワージントン3世（＝エンジェル）が加わった。
アイスマンはすぐにビーストと友人になり、二人はチームのコミックリリーフとなった。しかし、ボビーはグループの最年少メンバーであることをずっと気にしていた。
X-メンとして活動する間、彼はローナ・デインと交際を続けたが、交際は長くは続かなかった。
X-メンのオリジナルチームがクラコア島に捕われた際、それを期に新たなX-メンと入れ替わる形で学園を抜けた。それから短期間、彼はアメリカの西海岸に移り住み、カリフォルニア大学ロサンゼルス校に通い、ロサンジェルスを拠点にするヒーローチーム「チャンピオンズ」の創設メンバーとなった。。
チャンピオンズ解散後は、スーパーヒーローとしての生活をやめて大学の学費を稼ぐために働いていたようである。だが、明らかにUCLAではなく、東海岸のカレッジであった。
彼はヒーローチーム「ディフェンダーズ」のメンバーでフルタイムのスーパーヒーローとしてかつてのチームメイトであるエンジェル、ビーストと共に復帰した。ディフェンダーズが解散すると会計士として働くようになった。

### X-ファクター
アイスマンを含むオリジナルのX-メンが再結集し、スーパーヒーローチーム「Xファクター」を結成した 。 アイスマンは多くの年下のスーパーヒーローたち（かつての自分と同じカテゴリーに属する者たち）を見守った。最も目立つものでは、彼とビーストはメルトダウンがより普通らしい人生を手に入れる手伝いをした。しばらくの間、かれはニューミュータンツの指揮を執ったこともあり、彼がそういった数々のグループと行動を共にしている間、彼とは対極の「炎をまとう」能力を持つヒーロー、ヒューマントーチとの間には気取らない、非常にくだけた友情関係が築かれた。
「ミューア島」事件の後、XファクターはX-メンに再合流した。
かつての敵であるヘルファイア・クラブのホワイト・クイーン（エマ・フロスト）が彼の身体を乗っ取り、アイスマンの能力をこれまで到達できなかったレベルで使用した後、一時的に能力が大幅に弱められたことがある。ホワイト・クイーンはアイスマンが地球上で最も強力なミュータントの一人になる可能性があると信じており、後に彼女はアイスマン自身が自分のもつ全ての能力にアクセスできるように彼の精神を調整した。
この時期のアイスマンはX-メンの仲間であるローグと共に旅をしている。彼女のミュータントパワーは彼や他の者に取って脅威となり、アイスマンはいやおうなく保護者の役割を強いられることとなった。
ホワイト・クイーンとの衝突の後、アイスマンは短期間だがX-メンを去った（しかし、「オペレーション:ゼロ・トレランス」事件の間にあまり特筆することのないリーダー役を勤めたことがある）。

### セカンド・ミューテーション
X-メンのチームと共に働くうちに、ボビーはセカンド・ミューテーションを進行させ、胸の傷を負った箇所を肉体に戻すことを妨げた。アザゼルとその眷属との遭遇でアイスマンの肉体は首から下が粉々になった。その後、彼は完全な氷の状態を取り戻したが、元の人間の外見に戻ることができなかった。結果として、ボビーはこの劇的な変化によって辛辣になり、元気がなくなった。
ポラリスがハボックと破局すると、彼は未だに彼女を想っていることを認めた。二人は緩やかに戯れて、交際を発展させていった。

### ディシメーション
「ハウス・オブ・M」事件の後、アイスマンは元の血の通った身体に戻ったのがわかり、自分の能力が失われたのだと信じ込んだ。その直後、リーパークイーンによって銃口を突きつけられた時、テレパスであるエマ・フロストはボビーの精神の中の“何か”を押して、彼は再び氷に変わった。より詳しい説明では、彼はミュータント能力を失ったのではなく、彼自身が無意識にその発動を抑制していたとされた。なおこの後、ボビーはきちんと人間態へ戻ることができた。

### ローグのチーム
ローグはサイクロップスにアイスマンを自分のチーム入れてほしいと願い出て、認められた。チームは最初のミッションで新たな脅威「チルドレン・オブ・ヴォールト」という強力な集団と戦うことになった。チームはミッションに成功し、この時にアイスマンが完全に粉々にされても元の状態に戻れることが分かった。このシリーズのストーリーではミスティークはボビーにキスをし、彼はそれに応じている。しかし本当のキスなのか、マウス・トゥ・マウスの人工呼吸だったのかは不明である。
チームの次のミッションは、パンデミックと呼ばれる男の居場所を突き止めることだった。チームは再び成果を上げるが、ローグはストレイン88と呼ばれるウイルスに感染してしまう。ケーブルはローグが治療を受けられるように、自分の島へボビーを含むチーム全員を連れて行った。
ケーブルの島にいる間、チームとアイスマンはヘカトンとして知られるシーア帝国の兵器を倒すために働いた。混乱の中、彼はミスティークと情熱的なキスを交わした。ちょうどその時、彼はコンキスタドールとヘカトンの爆発を止め、多くの命を救った。

## 肉体的な外見
アイスフォームをとっているアイスマンの外見は、長い年月の間に何度も大きく変わっている。
初期のX-メンにおいては、彼の外見はどちらかと言うとスノーマン（雪だるま）を思わせるものであった。これは自分の能力で形成された霜が体表に付着するためらしい。
『X-メン』8号（1964年）では、チームリーダーのサイクロップスの勧めもあり、体表をより硬くフレキシブルな氷で覆うことで、硬く透明な外見をとるようになった。
アスガルドの神ロキとの戦いの後、アイスマンは一時的に能力の制御を失い、氷結能力を制御するためのがっしりとした金属ベルトを装着する必要に迫られた。この制御装置はトニー・スターク（アイアンマン）が作製したものである。
またアイスマンは後に、「生きた氷」といえるほど（ほとんど半透明な外見になるまでに）その能力を発展させた。この形態の彼は実質的に不滅であり、たとえ身体の一部が完全に破壊されてもその部位を簡単に修復することができる。ある時期アイスマンはこの形態から戻れなくなった。しかし世界中でミュータント能力が失われたMデイの後、彼は人間的な外見にもどる力を取り戻した。またこのアイスフォームでは、体中にスパイクをもったようなより刺々しい外見になる。

## 能力
アイスマンの能力は年月を経てかなりの進化を遂げており、現在のその強さはオメガレベルとされる。アポカリプスはアイスマンを、地球上で最も強い12人のミュータントの一人だと看做している。
アイスマンは彼自身に被害を出すことなく体温を下げる事ができ、華氏−105度（摂氏では-76度）まで数十秒で到達する。彼は周囲の大気中のあらゆる水分を凍らせて非常に硬い氷に変えて氷の滑り台や様々な投射物、盾を形成することができる。彼は氷の滑り台や橋を素早く足下に作り出し、表面を滑ることによって高速で移動することができる。彼はまた空気中から水分を集めて洪水を起こすこともできる。アイスマンは氷点下の温度に対して耐性を持っており、物質が発する温度がどれほどかを視覚的に捕えることができる。熱力学の法則によれば冷たさは熱の不在として定義されている。それゆえアイスマンは実際には冷気を発しているのではなく、熱を吸収し追い出している。熱はエネルギーの形態であるので、アイスマンの能力は熱エネルギーを操作するサイオニック能力として定義できうる。
シリーズの進行に伴って、彼のミュータントとしての生理機能は何度か劇的に変わっている。最初は体温を下げることで自分自身の身体に高密度の雪を覆わせて鎧にしていた。次にこれは固体の氷に変わった。エマ・フロストのマインドコントロールを受けて、彼の能力はかつてない程の潜在能力を用い、身体の大部分を川に入れて、ほんの数分でかなり遠くの場所で身体を再構成させて見せた。彼は自分の身体をオーガニックアイス（コロッサスの生体金属に似ている。）に変えることもできた。通常の人間の状態では彼は彼の体格に見合った典型的な男性アスリートの力と素早さ、耐久力を持っていたが、アイスフォームではそれらが強められていた。フロストがマインドコントロールをやめた時、アイスマンは自分の力では彼女がやったことを再現することができなかった。しかし、彼は自分の能力を更に先まで引き上げることができることに気付いた。
ある時、アイスマンは胸に深い傷を負って、元に戻った時に起こることを恐れてアイスフォームから戻ることができなくなり、エマ・フロストの元へ助けを求めた。彼女は助けることを好まず、単に彼をあざけり、彼自身の自尊心こそが彼を地球上で最も強力なミュータントの一人にするのをためらわせているのだとからかった。彼女は彼の能力はこれまで信じられてきたように空気中の水分の操作ではなく、サイオニックによるエネルギーの操作に根ざしているのだとヒントを出した。彼女は最終的に彼をけしかけて、幾分か悪意を持たせて、ゆっくりと彼女の脳への血流を凍らせることで彼女に拷問をかけ殺すと脅させた。彼は間もなく彼女が言っていたことを理解し、ヒューマンフォームに戻り、その過程で彼は胸の傷を治した。これ以降、アイスマンは氷の鎧の代わりにオーガニックアイスフォームを使用するようになる。散発的に、彼はアイスフォームに肩・肘・膝・拳にカミソリのように鋭い装飾品を付け加えている。
新たに見つかった能力で彼は身体の傷ついた部分を、たとえ完全に粉々になっても無傷で再構成することもできる。彼は時々身体の質量と体積、肉体的な力を増加させるために自分の身体に水でできた身体の質量を加えることができる。アイスフォームでの彼の力と耐久力は超人的な域に増幅される。彼は単に意識を持った氷であるだけでなく、意識のある水および蒸気でもある。ドレイクは自分の身体をガス状にし、固体に戻す能力を開発したが肉体的にも精神的にも大きく負担をかける。彼はあらゆる状態の水分を操作する能力を持ち、プロジェクティル、スライド、シールドを作り出すこれまでも持っていたが大幅に増大された能力も持っている。
『ハウス・オブ・M』8号ではアイスマンは当初、数百万人に及ぶスカーレット・ウィッチの魔法によって能力を失ったミュータントであるかのように思われており、通常のヒューマンフォームに戻り酷く汗をかいていた。しかし、アンチミュータント運動家たちの攻撃を退ける際に、アイスマンの能力は再び発現した。アイスマンは能力を失ったわけではなく、無意識にハウス・オブ・Mの余波による恐怖からそれらを封じていたことが明らかになった。

## 別のバージョン

### 1602
ミニシリーズ『Marvel 1602』ではアイスマンはロベルト・トレフューシスであり、カルロス・ハビエール（＝エグゼビア教授）が設立し、Scotlus Summerisle（＝スコット・サマーズ）が率いる「ウィッチブリーズ」のメンバーである。海軍の司令官サー・フランシス・ドレイクの甥である。マーベルユニバースでは、彼は氷を作り出し、肉体的にアイスフォームを取ることができる。

### エイジ・オブ・アポカリプス
クロスオーバー『エイジ・オブ・アポカリプス』では、生き残ったX-メンと共にマグニートーによる訓練を受けていた。マグニートーはプロフェッサーXよりも生徒に厳しかったため、ボビーは616のようなユーモアのセンスに欠けていた。そのかわり、ボビーはかなり冷酷で非人間的な性格になり、チームメイトたちを不快にさせていた。通常の能力に加えて、ボビーは自分の身体をバラバラにして水でできた別の身体と融合させて、数秒でかなりの距離を移動することができる。彼は彼が『モイスチャー・モレキュール・インヴァージョン』と呼ぶプロセスを通して他人を一緒に連れて行くこともできるが、乗客には痛みを伴う。ボビーは砕けた破片から自分の身体を再生することもできる。アポカリプスの打倒の直前、コロッサスは自分の妹の元へ行こうとしてアイスマンに突進し彼を粉々にしてしまった。2カ月後、アイスマン、エクソダス、ワイルドチャイルド、モーフはマグニートーによって秘密のミッションに送り込まれ、彼等の結末は未だに明らかになっていない。

### アースX
アースXシリーズではボビーはアイスフォームから戻れなくなり、融けやすくなってしまった。彼は極地方に移り住んで彼とイヌイットのために氷の都市を作り出した。地球の公転軌道がずれてからは、ボビーはアメリカにデーモンのメフィストとの戦いに助力するために戻ることができた。

### ミュータントX
ハボックがミュータントXの世界に飛ばされた時、彼はロバート・ドレイクが災難の被害者であると分かった。アスガルドの神ロキはボビーの力を危険なレベルにまで増幅させてしまい、他者を殺すことを恐れるあまり彼は他の生き物に触ることすらできないままだった。不幸なことに、トニー・スターク（アイアンマン）は本来のマーベル・ユニバースで発明していた、アイスマンの能力を弱める装置を発明しておらず、アイスマンの能力が常時かつ恒久的に作用したままであった。そばを通る者たちが彼をアイスマンと呼ぶうちに、彼は社会に対してかなりの敵意を持つようになった。
ハボックが、マグニートーとの意見の相違からX-メンを去ることを決めた時、アイスマンは彼に同行しザ・シックスの設立メンバーとなった。ほとんど明かされていないが、ハボックがファンタスティック・フォーのスー・ストームと付き合いはじめてからは、ハボックの妻マデリーンはアイスマンの下に走った。アイスマンは他人への接触ができない（つまり二人の間には肉体関係が築きようがなかった）が、二人の間には強い友情が育っていった。この親しい友情関係に嫉妬したハボックは、アイスマンを治そうとするブルートの実験を妨害して、彼の脳に永久的なダメージを残し、ブルートを子供のような状態にした。精神的な堕落が起きた時、アイスマンはブルートを護ること、特にフォールンの心ない行動から護ることを自らの義務とした。
後に、ゴブリン・クイーン（マデリーン）が初めて力を手に入れた時に、彼女はザ・シックスの全員（望んで参加したフォールンを除く）を操って彼女の目的に従事させた。しかし、チームは彼女の影響力から脱して、彼女を倒し、ハボック側に残ることを選んだ。
ハボックを護るために、錯乱したチャールズ・エグゼビアが放ったサイキックブラストの前に飛び出したことの副作用で、ブルートは知能を取り戻した。自らの知能が消えていくのを感じ取った彼は、数年前に始めた、アイスマンを元の状態に戻すための実験を完了させることを望んだ。彼の試みは成功し、アイスマンはアイスフォームから元の肉体へと思い通りに切り替わることができるようになった。ブルートは彼の状態を安定させようとする代わりに友人を助けることに努め、彼が元の精神状態に戻った時、アイスマンに再び友人の健康に責任を取るように任せた。
地球の全てのヒーローたちと甦ったゴブリン軍団、ドラキュラおよびビヨンダーの結集した勢力との間の最終決戦の決着で、アイスマンは数少ない生き残りの一人となった。ハボックがこの世界から去っていった後、彼がどうなったのかは不明である。

### シャドウX
プロフェッサーXがシャドウキングに支配された世界において、ニューエクスカリバーはシャドウXのメンバーとなっているアイスマン（に相当する邪悪な人物）と戦った。彼等はMデイの結果としてアース616に送り込まれた。

### アルティメット・アイスマン
アルティメット・マーベルの世界では、ボビー・ドレイクはX-メンの最年少の設立メンバーである。彼は政府が支援するセンチネルの攻撃が激しくなったおりに、彼の家族を護るために逃げ出してきた。
アルティメットのアイスマンは元の世界の彼がそうであったようなスノーマンの姿ではなく、最初から今日までフレキシブルな氷の鎧を生成している。ボビーは自分自身を価値ある戦力と定めており、独力で巨大な氷の壁でアルティメッツを無力化したことがあり （en:Ultimate Warを参照のこと）、独力でレイスとウェポンXの侵略を阻止している。彼を止めることができるのはマーベルガールのテレパシーを一時的に借りたローグぐらいのものである。プロフェッサーXはボビーはX-メンのなかでは3本の指に入るほど強力であると述べている。『World Tour』のストーリーでは彼の鎧を大きくして巨大な氷のトロルを作り出した後、ボビーはプロテウスによって酷く傷つけられ、彼の両親はエグゼビアを告訴した。ボビーは最終的に両親に背いてX-メンに戻った。
ボビーがX-メンに入る前、彼にはガールフレンドがいたが、エグゼビア教授はボビーの頭からその全ての記憶を消してしまった。彼がX-メンについて多くのことを彼女に話したときである（どうやらその少女の記憶も同様に消しているようだ）。ローグがX-メンに受け入れられた時、ボビーは彼女と付き合いはじめた。二人はかなり長い間付き合っていたが、最終的にボビーのシャドウキャットへの想い、ならびにローグのガンビットへの想いが芽生え大きくなったのを期に二人は別れた。最終的にローグは去っていき、ボビーはキティと付き合いはじめた。ボビーがローグとメールを交換しているのを見つけると、キティは彼を振った。ローグがX-メンに戻ってきた時、彼女の元々の能力はガンビットの能力に置き換えられており、互いに触れあうことができるようになり、ボビーとローグはよりを戻した。しかし、最近になってローグの古い力は戻りつつある。
アルティメットのアイスマンは現在いくらか不器用だが、未来からやってきたアルティメットのハマーはボビーと出会い続けて戦った時に「ボビー・ドレイクだぁ？伝説の男ってか！この年になってもまだ全く無能だとは信じられねぇな。あんたを蹴れるなんて誇りに思うぜ。（Bobby Drake, huh? The Legend! I can't believe you're so inept at this point in your life! It's been an honour to kick your...）」で、アイスマンを遮ることができるのはウルヴァリンだけだと言っている。ビショップもまた、ボビーに潜在能力は高いことをそれとなく言ったが、ボビーは認めず忘れ去っている。
ビショップがこのアイスマンが凍結させる能力の源が違っていることを仄めかしていることを記しておかねばなるまい。『Ultimate X-men』 80号ではビショップはボビーに彼の潜在能力について語り、「たいした努力もなしにお前は空中から湿気を取り込み、水の分子の動きを遅くして冷たくする。他にも遅くできるものがあるのか？ (With minimal effort you are taking moisture out of the air and slowing water molecules down to make them cold. What else can you slow down?)」とコメントしている。彼はまたボビーに彼の能力の可能性の調査させるように頼んだ。しかしアイスマンはビデオゲームを続け、ビショップは袖にあしらわれた。

### X-メン: フェアリーテールズ
日本の民話「桃太郎」をモチーフにした『X-メン：フェアリーテールズ』1号では、アイスマンはコオリという名前の白犬として登場している。桃太郎役のサイクロップスと出会うまで、彼は「友情」というものを信じていなかった。

### X-Men: The End
『X-Men:The End』では、アイスマンはカサンドラ・ノバと征服者カーンを倒すためにかなり活躍したキャラクターの一人として登場している。

## ローグ
X-メンの全てのシリーズにおいてアイスマンとローグはかなり親しい関係にある。616の世界では最も親しい友人であり、アルティメットユニバースでは映画3部作と同じように付き合っている。616ユニバースのアイスマンもローグの母親のミスティークと浮ついた付き合いをしている。

## 他のメディア

### テレビ
- アイスマンのTVでの初登場は1966年の「サブマリナー」のエピソード「Dr.Dooms Day」である。サブマリナーは「The Marvel Superheroes」のアニメシリーズの一編である。
- アイスマンはスパイダーマン&アメイジング・フレンズの主要な3人の内の一人である。フランク・ウェルカーが声を当てた。日本語版は飛田展男（東和ビデオ版）、高木渉（トゥーン・ディズニー版）。キャラクターの背景はほとんど明かされていないが、幾つかのエピソードで彼のかつてのチームメイト・X-メンと共に登場している。「Vengeance Of Loki｣のエピソードでは政府のエージェントであることが明かされた。彼のコードネームはウィンドチル・ファクター・ゼロである。「Mission: Save The Guardstar」では彼の義理の妹オーロラ・ダンテ（ライトウェーブ）が登場している。
- 「X-メンアニメシリーズ」では彼はチームのかつてのメンバーでエグゼビアとの意見の相違でやめているが、デニス・アカヤマが声を担当して登場している。日本語版は関俊彦（テレビ東京版）、高木渉（トゥーン・ディズニー版）。彼は「Cold Comfort」というエピソードでジュビリーの協力を得てガールフレンドのローナ・ディン（この時点ではポラリスと呼ばれていない）を現代のフォージが主導するX-ファクターに提供していた政府施設から救出した。同シリーズ中ではアイスマンは「Santuary Part 1」や「Xavier Remembers」などの回想シーンで登場している。
- アニメ「X-メン:エボリューション」ではアンドリュー・フランシスが彼を演じた。日本語版は加藤将之。アイスマンは8番目のX-メンになるつもりだったが、スパイクを支持して拒絶された。驚くには当たらないが、アイスマンはスパイクが去っていった時より多く登場するようになった。同シリーズではアイスマンはニューミュータントであり、ニューミュータンツの非公式のリーダーの役を度々こなしていた。
- アイスマンは「ファミリー・ガイ」にほんの少し登場している。かれは「Hell Comes to Quahog」に登場した。同エピソードではアイスマンの妻は昨日の夜何処にいたのか尋ねている。アイスマンは仲間と共に出かけていたのだと言ったが、妻はアイススライドが窓からストリートを渡ってゲイクラブまで続いていることを指摘した。彼の妻は動揺し、アイスマンは妻に「At least they know how to touch a man!（少なくとも彼らは男にどうやって触ったらいいか知っているからな！）」といった。

### 映画
映画『X-メン』、『X-MEN2』、『X-MEN:ファイナル ディシジョン』では彼をショーン・アシュモアが演じた。
ボビーはローグに近づいた最初の学生の一人であり、そこから二人のロマンチックな交際が始まった。
『X-MEN2』では、ボビーとパイロはぎこちない友情を築いていた。また、ボビーと彼の家族の関係もこじれたものであり、ボビーがミュータントであることを知った弟はボビーを警察に密告した。
『X-MEN: ファイナル ディシジョン』では、ローグと肉体的な接触ができないことへのストレスと、彼とキティ・プライドが親しく付き合っていることへの嫉妬によって二人の関係は悪化し、こじれていた。これがローグをミュータント治療薬「キュア」の使用へと走らせた原因となった（ボビーに危害を加えることなく彼に触れることが可能になるためにであった）。アイスマンはX-メンの一員として、マグニートーの軍勢との最終決戦に参加し、パイロとの一騎討ちでその力を発揮した。この戦いの中、彼は自分の身体を氷に変える能力を発動させ、コミックスと同様なアイスマンの姿になった。
メインストリームのカウンターパートとは異なり、ボビー・ドレイクは優等生的存在として描かれ、シニカルな落ちこぼれ学生ではない。

### ビデオゲーム
- 奇妙なことに、アイスマンは1997年のファンタスティック・フォーのゲームでボーナスレベルのボスとして登場している。
- アイスマンはX-MEN Children of The Atomやその続編Marvel vs. Capcom 2など様々なビデオゲームに登場している。彼は防御中ビームやファイアボールのような攻撃や必殺技を無効化することで多少悪名高い。
- X-Men Legendsでも登場しており、彼の声はDarren Scottが担当している。続編のX-Men Legends II:Rise of Apocalypseではジェームズ・アーノルド・タイラーが声を担当している。
- アイスマンはX-Men:The Official Gameでは3人のプレーヤーキャラのひとりであり、映画の第2作と第三作とのギャップを埋めている。彼の声は映画で彼を演じたShawn Ashmoreが担当している。
- アイスマンはマーベル:アルティメットアライアンスでプレーヤーキャラとして登場しており、彼の動きはLegendsから多くの部分を引き継いでおり、声は再びジェームズ・アーノルド・タイラーが担当している。